# The Pale Blue Dots
The Pale Blue Dots je velšské hudební duo. Založil jej kytarista Huw Bunford, dlouholetý člen kapely Super Furry Animals, se skladatelem Richardem Chesterem. Dvojice se seznámila v době, kdy Bunford v Londýně studoval v oboru filmové hudby. Své první album, které dostalo název Lots of Dots, skupina vydala v listopadu 2014 na značce Strangetown Records.

## Diskografie
- Lots of Dots (2014)